# アジュマーン市
アジュマーン市（アジュマーンし、アラビア語: مدينة عجمان）はアラブ首長国連邦の都市である。アジュマーン首長国の首都である。
北部には入り江のアジュマーン・クリークがあり、中にはマングローブ、干潟、ラグーンが多い。一帯はカラフトワシ、ペルシャウ、キリアイ、オオフラミンゴなどの鳥類の生息地であり、2016年にラムサール条約登録地となった。

## 経済
アジュマーン港での交易が経済に貢献しており、経済特区としてアジュマーン・フリーゾーンがある。

## 交通

### 空港
最寄りの空港はシャールジャ首長国のシャールジャ国際空港である。

## 教育
- アジュマーン大学（英語版）
- アジュマーン市立大学（英語版）
- 湾岸医科大学（英語版）

## スポーツ
- アジュマーンCSC